# 데스트랩
"데스트랩"은 2018년에 개봉한 대한민국의 영화이다. 제27회 미국 애리조나 국제영화제 최우수액션영화상을 수상하며 화제가 되었다.
2018년 제22회 부천 국제판타스틱영화제 코리안판타스틱 경쟁부문에 공식초청 되었으며 평단과 관객으로부터 좋은 평가를 받았다. 이후 수많은 국제영화제에 초청 상영되었다.
이러한 계기를 통해 오인천 감독은 스릴러, 공포, 액션 등의 장르영화에 특화된 '장르 스페셜리스트' 또는 '장르 전문가'로 확고한 자리매김을 한다.
오인천 감독의 전작들 <야경:죽음의택시>, <월하>부터 이번 <데스트랩>까지 오인천 감독과 함께 해 온 제작사 '영화맞춤제작소'역시 ‘공포영화전문레이블’ 로서 기획력과 아이디어를 주목받는 계기가 되었다.
이후 제작사 대표 '박지영' 대표이사는 호주 시드니 오페라하우스에서 개최된 SF3에서 호주 여성영화인협회 WIFT로부터 Best Female WIFT Creative Award를 수상한다.
<데스트랩>은 DMZ 시리즈 3부작의 첫 번째 작품이다.
참고로 <폴리스 스파이>는 DMZ 시리즈 3부작 중 두 번째 작품이며, 블랙코미디 장르의 영화다.

## 캐스팅
- 주민하 : 권민 역
- 김준섭
- 히로타 마사미